# International Rally Challenge 2006
Navigation
2007
Saison 2006 de l'Intercontinental Rally Challenge.

## Règlement

### Pilotes
Tout pilote engagé sur une épreuve au volant d'une voiture d'un constructeur participant à l'IRC est autorisé à marquer des points.

### Voitures
Les voitures autorisées sont les groupe N et groupe A jusqu'à 2 000 cm3 (incluant les S2000, R2 et R3).

### Points
Les points pilotes et copilotes sont attribués suivant le schéma 10-8-6-5-4-3-2-1.

## Calendrier
| Manche | Rallye                           | Podium | Podium             | Podium            | Podium                     | Podium            |
| Manche | Rallye                           | Pos.   | Pilote             | Copilote          | Voiture                    | Temps             |
| ------ | -------------------------------- | ------ | ------------------ | ----------------- | -------------------------- | ----------------- |
| 1re    | Rallye Zoulou (25-27 mai)        | 1er    | Alister McRae      | Gordon Noble      | Mitsubishi Lancer Evo VIII | 2 h 31 min 48 s 0 |
| 1re    | Rallye Zoulou (25-27 mai)        | 2e     | Enzo Kuun          | Guy Hodson        | Volkswagen Polo S2000      | 2 h 32 min 44 s 0 |
| 1re    | Rallye Zoulou (25-27 mai)        | 3e     | Etienne Lourens    | Andre Vermeulen   | Toyota RunX S2000          | 2 h 36 min 20 s 0 |
| 2e     | Rallye d'Ypres (23-24 juin)      | 1er    | Giandomenico Basso | Mitia Dotta       | Abarth Grande Punto S2000  | 2 h 12 min 07 s 3 |
| 2e     | Rallye d'Ypres (23-24 juin)      | 2e     | Kris Princen       | Eddie Chevaillier | Renault Clio S1600         | 2 h 13 min 18 s 6 |
| 2e     | Rallye d'Ypres (23-24 juin)      | 3e     | Larry Cols         | Filip Godde       | Mitsubishi Lancer Evo      | 2 h 13 min 29 s 7 |
| 3e     | Rallye de Madère (3-5 août)      | 1er    | Giandomenico Basso | Mitia Dotta       | Abarth Grande Punto S2000  | 3 h 07 min 23 s 4 |
| 3e     | Rallye de Madère (3-5 août)      | 2e     | Armindo Araújo     | Miguel Ramalho    | Mitsubishi Lancer Evo IX   | 3 h 08 min 38 s 2 |
| 3e     | Rallye de Madère (3-5 août)      | 3e     | Fernando Peres     | José Pedro Silva  | Mitsubishi Lancer Evo IX   | 3 h 10 min 15 s 0 |
| 4e     | Rallye Sanremo (15-17 septembre) | 1er    | Paolo Andreucci    | Anna Andreussi    | Abarth Grande Punto S2000  | 1 h 12 min 55 s 0 |
| 4e     | Rallye Sanremo (15-17 septembre) | 2e     | Andrea Aghini      | Dario D'Esposito  | Subaru Impreza             | 1 h 13 min 09 s 2 |
| 4e     | Rallye Sanremo (15-17 septembre) | 3e     | Renato Travaglia   | Lorenzo Granai    | Mitsubishi Lancer Evo IX   | 1 h 13 min 20 s 3 |

## Classements

### Pilotes
| Rang | Pilote             | Rallyes | Rallyes | Rallyes | Rallyes | Total points |
| Rang | Pilote             | RSA     | BEL     | POR     | ITA     | Total points |
| ---- | ------------------ | ------- | ------- | ------- | ------- | ------------ |
| 1er  | Giandomenico Basso |         | 10      | 10      |         | 20           |
| 2e   | Alister McRae      | 10      |         |         |         | 10           |
| 2e   | Paolo Andreucci    |         |         |         | 10      | 10           |
| 4e   | Enzo Kuun          | 8       |         |         |         | 8            |
| 4e   | Kris Princen       |         | 8       |         |         | 8            |
| 4e   | Armindo Araujo     |         |         | 8       |         | 8            |
| 4e   | Andrea Aghini      |         |         |         | 8       | 8            |
| 4e   | Simon Jean-Joseph  |         |         | 4       | 4       | 8            |

| Couleur | Résultat                                                         |
| ------- | ---------------------------------------------------------------- |
| Or      | Vainqueur                                                        |
| Argent  | 2e place                                                         |
| Bronze  | 3e place                                                         |
| Vert    | Classé, dans les points                                          |
| Bleu    | Classé, hors des points Non classé (Nc.)                         |
| Mauve   | Abandon (Ab.) Retrait (Re.)                                      |
| Noir    | Disqualifié (Dq.)                                                |
| Blanc   | N'a pas pris le départ (Np.) Forfait (Forf.) Épreuve annulée (A) |
| Aucune  | N'a pas participé (-)                                            |